# Ivan Kotnik
Ivan Kotnik, slovenski duhovnik, * 6. maj 1889, Rajevo Selo, Slavonija † neznano 1945, Zemun, Beograd.

## Življenje
Po srednji šoli se je odločil za duhovniški poklic, v duhovnika je bil posvečen 2. julija 1916. Deloval je v barski nadškofiji, ki mu je pozneje podelila naslov častnega konzultorja. 
V prvi Jugoslaviji je opravljal službo višjega vojaškega kurata rimokatoliške veroizpovedi, zaradi pomanjkanja duhovnikov pa je pomagal tudi v drugih službah v Beogradu in Banatu. Opravljal je tudi službo notarja cerkvenega sodišča. Ob bombardiranju Beograda, 7. aprila 1941 je nadškof dr. Josip Ujčić zaprosil komandanta mesta Beograda, da Ivanu Kotniku dovoli prevzeti oskrbo ranjenih in bolnih katoliških vojakov v Glavni vojni bolnici. Njegovo siceršnje delovanje med vojno ni poznano.
Do septembra 1945, naj bi bilo v Beogradu splošno znano, da je nova oblast po osvoboditvi Beograda leta 1944 ustrelila Ivana Kotnika v Zemunu oziroma v njegovi okolici. 
Njegovo ime je bilo na odstranjeni spominski plošči duhovnikom žrtvam fašizma na Brezjah.